# Геллбой: Горбань
«Геллбой: Горбань» (англ. Hellboy: The Crooked Man) — американський супергеройський фільм жахів, заснований на одній з історій персонажа коміксів, на ім'я Геллбой, американського видавництва Dark Horse Comics.
Фільм спродюсований кінокомпаніями Millennium Media, Dark Horse Entertainment, Nu Boyana Film Studios і Campbell Grobman Films, дистрибуцією фільму в США займається Ketchup Entertainment, а в Україні — Kinomania Film Distribution. Режисером фільму є Браян Тейлор, а сценаристами є Майк Міньйола та Крістофер Ґолден, які адаптували обмежену серію коміксів «Горбань» авторства Міньйоли. У головних ролях виступають Джек Кесі, Джефферсон Вайт і Аделін Рудольф.
«Геллбой: Горбань» є другим в оновленій серії фільмів «Геллбой» і четвертим кінопроєктом у всій франшизі.

## Сюжет
Агент Геллбой та його напарник з Бюро Паранормальних Досліджень і Захисту повертаються після зриву містичного ритуалу, що міг стати початком вторгнення монстрів з інших вимірів у наш світ. Хоча місія пройшла вдало принаймні за стандартами Геллбоя, герої потрапляють в автотрощу. Опинившись у закинутому селі, вони зустрічають Горбаня, який тероризує місцевих жителів, збирає їхні душі та підкорює їх собі.

## Акторський склад
- Джек Кесі — Геллбой
- Мартін Бассіндейл — Джеремая Віткінс
- Джефферсон Вайт — Том Феррелл
- Аделін Рудольф — Боббі Джо Сонґ
- Джозеф Марцелл — Реверенд Натанієль Армстронґ Ваттс
- Лія Макнамара — Еффі Колб
- Ганна Марґетсон — Кора Фішер

## Виробництво

### Розробка
У лютому 2023 року Millennium Media оголосила про плани нового повнометражного перезапуску під назвою «Геллбой: Горбань», першого з потенційної серії фільмів. Виробництво заплановано розпочати у квітні 2023 року в Болгарії за сценарієм Браяна Тейлора, автора коміксів Майка Міньйоли та постійного співавтора Крістофера Ґолдена, який базується на однойменній мінісерії коміксів 2008 року. Спільне виробництво фільму здійснюватимуть кіностудії Nu Boyana Film Studios та Campbell Grobman Films, а представлятиме його компанія Millennium Media у співпраці з Dark Horse Entertainment.

### Фільмування
Знімання фільму почалися у березня 2023 році в Болгарії та завершилися 15 травні того ж року.

## Прем'єра
В український прокат фільм вийшов 19 вересня 2024 року.